# Плаксін Олексій Олексійович
Олексі́́й Олексі́́йович Пла́ксін (нар. 26 вересня 1967, м. Кобеляки, Полтавська область — український журналіст і редактор. Головний редактор газети «Профспілкові вісті». Заслужений журналіст України.

## Життєпис
Народився в сім'ї інтелігенції на Полтавщині. Закінчив середню школу (1984), здобув вищу освіту в Київському державному педагогічному університеті ім. М. П. Драгоманова, за фахом вчитель історії (1994).
Працював слюсарем на заводі ім. Артема в Києві. Служив в органах внутрішніх справ (1992—2008). У період служби працював оперуповноваженим Управління боротьби з організованою злочинністю ГУМВС України в м. Києві (1995—1997). Закінчив семінар «Співпраця поліції зі ЗМІ та населенням» при Університеті штату Мічиган (Michigan State University), м. Іст-Ленсінг, США (2001). Служив у редакції всеукраїнського громадсько-правового щотижневика МВС України «Іменем Закону»: кореспондент, спеціальний кореспондент, начальник відділу, заступник головного редактора. Був членом редколегії видання. Підполковник міліції у відставці.
З 2010 року головний редактор газети «Профспілкові вісті» (обраний за конкурсом).
Автор публікацій у пресі й творів, вміщених у неперіодичних друкованих виданнях.
Одружений, має доньку. Живе в Києві.

## Громадська діяльність
Член НСЖУ (з 2013 р.). З 2015 р. — у складі наглядової ради, з 2021-го — перший заступник голови наглядової ради Всеукраїнського благодійного фонду «Журналістська ініціатива». Голова ревізійної комісії Всеукраїнського автомобільного клубу журналістів, був членом оргкомітету X Міжнародного автопробігу журналістів «Дорога до Криму: проблеми та перспективи». Голова первинної профспілкової організації редакції газети «Іменем Закону».
Делегат XIV звітно-виборної конференції Київської організації НСЖУ (29.03.2017) і XIV з'їзду НСЖУ (20—21.04.2017).

## Захоплення
Подорожі, дача, гра ґо, автомобілі. Учасник міжнародних автопробігів і авторалі журналістів (2004—2008), здобув перемогу в автослаломі учасників автопробігу в класі машин до 1,6 л в АР Крим (2008).

## Нагороди, відзнаки
- Почесне звання «Заслужений журналіст України» (2007)[4].
- Почесна грамота Національної спілки журналістів України (2024)[5]

Нагороджений відомчими відзнаками МВС, Федерації профспілок України.